# 耶律蒲古
耶律蒲古（10世纪—1031年），字提隐。辽国軍人。契丹人。耶律阿保機之弟耶律蘇四世孫。
辽圣宗統和初年，任涿州刺史，参加遠征高麗国有功。開泰末年，任上京内客省副使。太平二年（1022年）在鴨緑江築城，耶律蒲古屯駐。太平五年（1025年），转任广德軍節度使、東京統軍使。太平九年（1029年），大延琳之乱，派使者送信联结保州。夏行美抓住使者送给耶律蒲古，耶律蒲古入据保州，大延琳失望。耶律蒲古因功任惕隐。太平十一年（1031年），他被儿子耶律鉄驪殺害。

## 延伸阅读
[在维基数据编辑]
 《遼史·卷87》，出自脱脱《遼史》